# Nirvana (album d'Herbie Mann)
Pour les articles homonymes, voir Nirvana.
Nirvana  est un album d'Herbie Mann enregistré en 1961-1962 et publié en  1962. Le flûtiste est accompagné par le trio du pianiste Bill Evans.

## Historique
Les pistes qui composent cet album ont été enregistrées à New York, le 8 décembre 1961 (pistes 1, 3, 4 et 5) et le 4 mai 1962 (pistes 2 et 6)
Cet album a été initialement publié en 1962 par le label Atlantic Records (LP 1426).
Trois titres enregistrés lors des sessions sont, à ce jour, inédits : If You Were The Only Girl, There's No You et When I Grow Too Old To Dream.

## Titres de l’album
| No | Titre              | Auteur                                    | Durée |
| -- | ------------------ | ----------------------------------------- | ----- |
| 1. | Nirvana            | Herbie Mann                               | 5:50  |
| 2. | Gymnopédie         | Erik Satie                                | 3:19  |
| 3. | I love you         | Cole Porter                               | 7:13  |
| 4. | Willow Weep for Me | Ann Ronell                                | 5:33  |
| 5. | Lover man          | Jimmy Davis, Roger Ramirez, James Sherman | 4:51  |
| 6. | Cashmere           | Herbie Mann                               | 6:41  |

## Personnel
- Herbie Mann : flûte traversière
- Bill Evans : piano
- Chuck Israels  : contrebasse
- Paul Motian : batterie